# 강릉아트센터
강릉아트센터(江陵아트센터, Gangneung Arts Center)는 대한민국 강원특별자치도 강릉시에 위치한 예술 시설이다. 1992년 1월 강릉문화예술관으로 개관했으며, 2018년 평창 동계올림픽을 맞이하여 강릉시의 대규모 문화 예술 공간의 필요성을 느끼고 2016년 확장 공사에 돌입하여, 2017년 12월 15일에 개관하였다. 998석 규모의 대공연장과 기존 강릉문화예술관을 개조한 385석 규모의 소공연장, 3개의 전시관 등으로 구성되어 있다.
2018년 평창 동계올림픽 당시, '문화 올림픽'의 기치 아래 문화 행사 등을 기획하는데, 강릉시의 공립 예술 시설 중 1,000석 이상의 대규모 공연 시설은 국립 대학 부속 기관으로 1,076석의 강릉원주대학교 해람문화관이 유일한 상황이었다. 이에 따라 개축과 확장 공사 등을 마무리 하여 2017년 12월 15일에 준공식이 열렸고, 폴 포츠의 공연이 첫 공연으로 개최되었다.
2018년 1월 21일 조선민주주의인민공화국의 현송월이 삼지연관현악단의 공연 장소를 선정하기 위하여 이곳을 방문하였으며, 2월 8일 삼지연관현악단의 공연이 개최되었다. 강릉아트센터는 '문화 올림픽'의 기치 아래, 강릉단오제전수교육관, 강릉대도호부관아, 강릉원주대학교 해람문화관 등과 함께 주요 행사 개최지로 활약했다.

## 연혁
- 1992년 1월: 강릉문화예술관 개관
- 2017년 7월: 강릉아트센터로 명칭 변경

## 상주 단체
1998년 출범한 한소리가야금을 모태로 하는 한소리전통예술단이 강릉아트센터에 상주하고 있다. 그 외 강릉시립교향악단과 강릉시립합창단 등이 주요 공연장으로 사용하고 있다.

## 같이 보기
- 강릉올림픽파크